# منتخب بورتوريكو تحت 20 سنة لكرة القدم
منتخب بورتوريكو تحت 20 سنة لكرة القدم هو ممثل بورتوريكو الرسمي في المنافسات الدولية في كرة القدم في فئة كرة قدم تحت 20 سنة للرجال، يديريه اتحاد بورتوريكو لكرة القدم.